# Càmera planetària i de gran angular 2

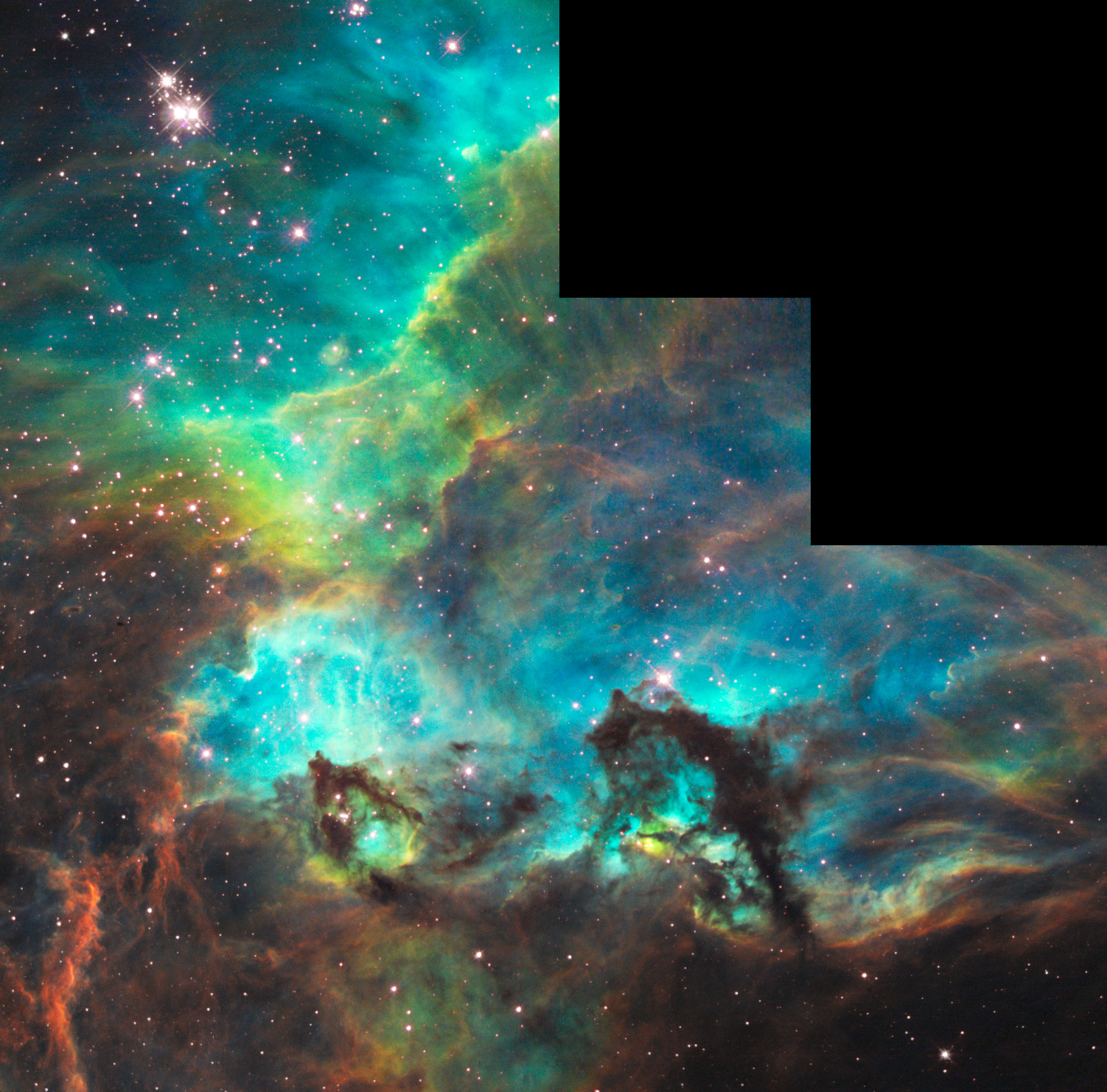
Una imatge del Telescopi espacial Hubble del Camp profund del Hubble que mostra la característica composició en esglaó d'imatges WFPC2

La càmera planetària i de gran angular 2 o Wide Field and Planetary Camera 2 (WFPC2) (en anglès) és una càmera instal·lada en el Telescopi espacial Hubble. Va ser instal·lada per la missió 1 de servei (STS-61) el 1993, substituint la càmera original del telescopi, Wide Field and Planetary Camera (WF/PC). Es va utilitzar per fotografiar el Camp profund del Hubble el 1995, la nebulosa del rellotge de sorra i la nebulosa de l'ou el 1996.

## Imatges de la WFPC2

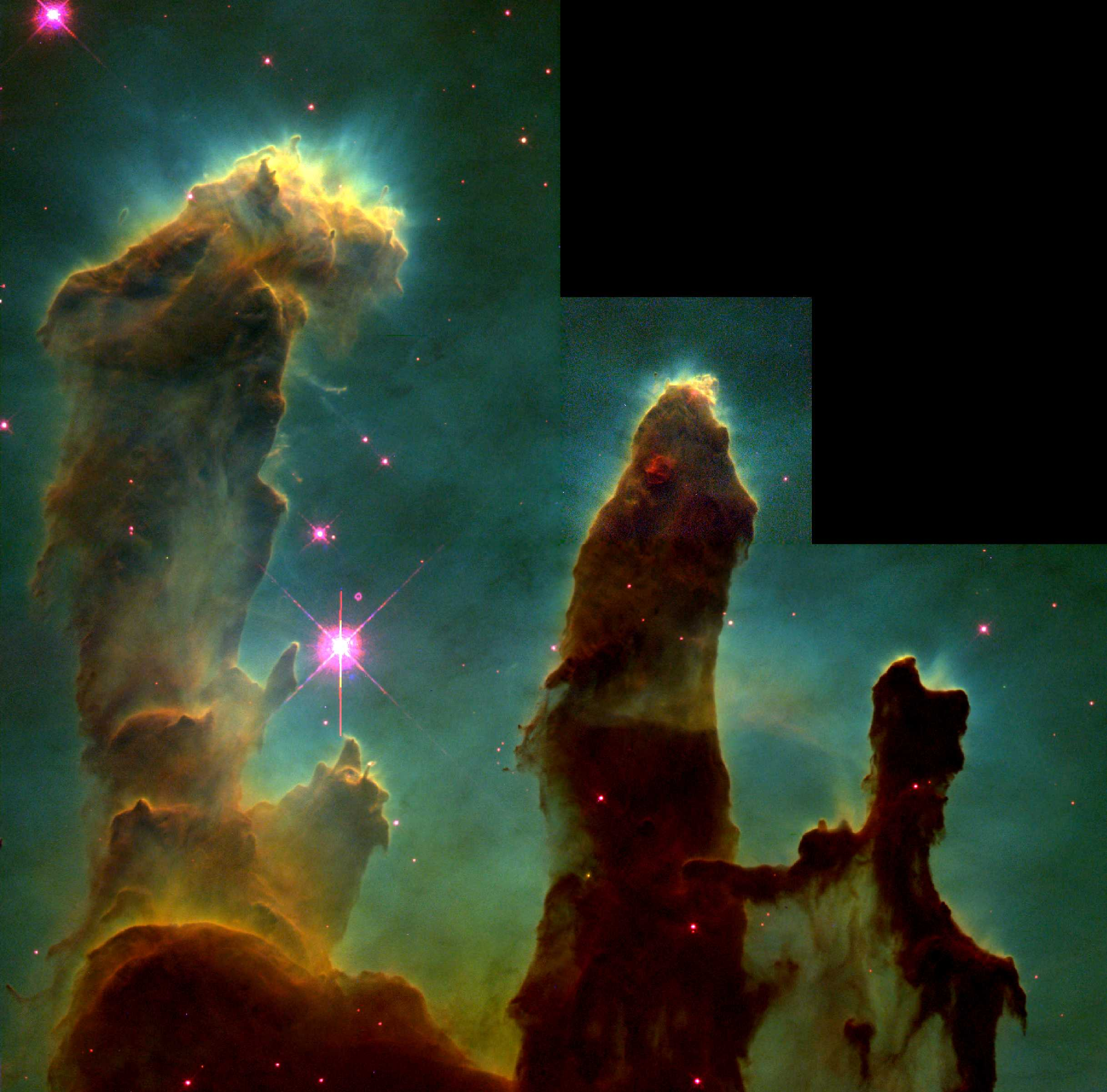
Nebulosa de l'Àliga
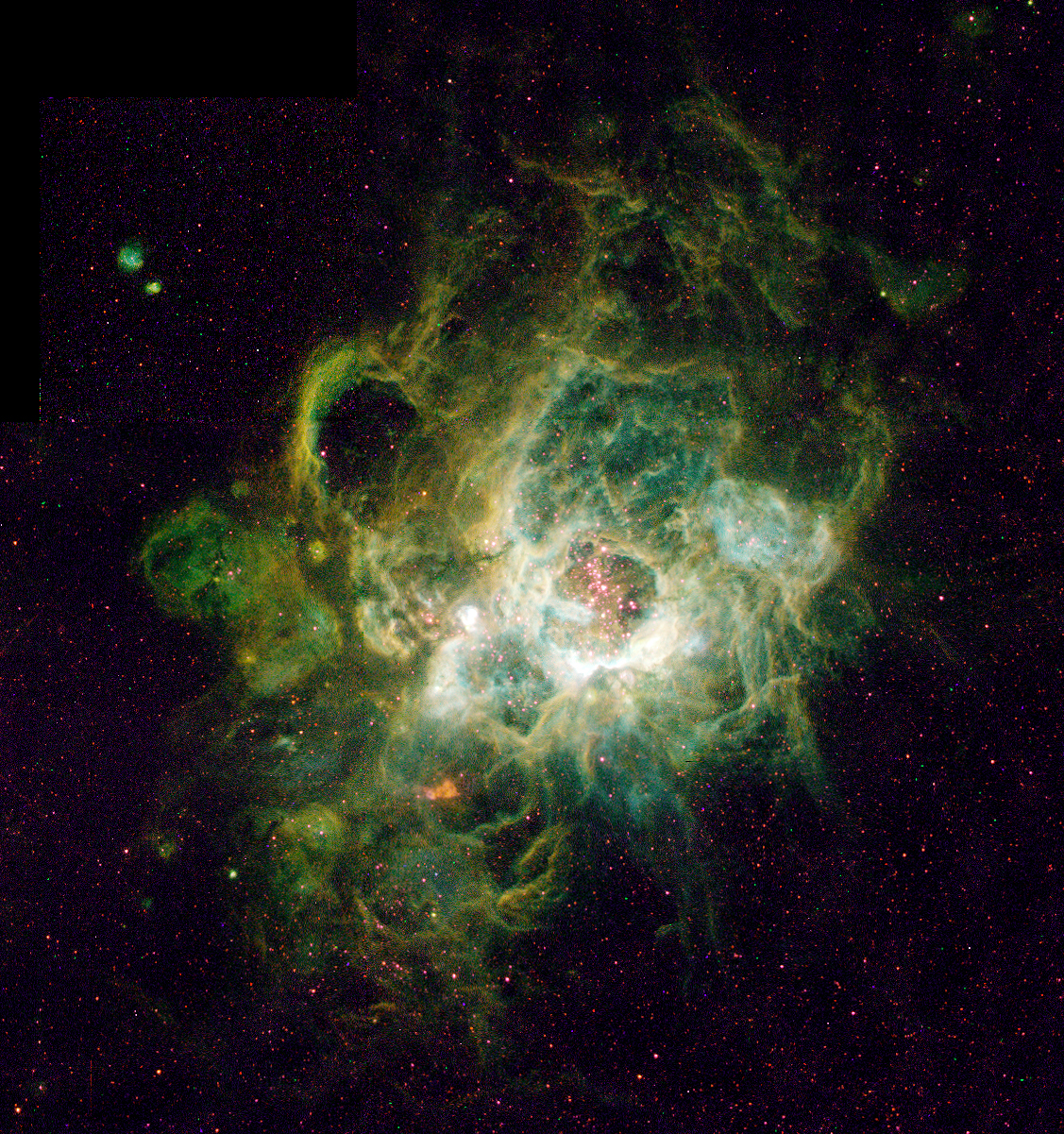
Triangle
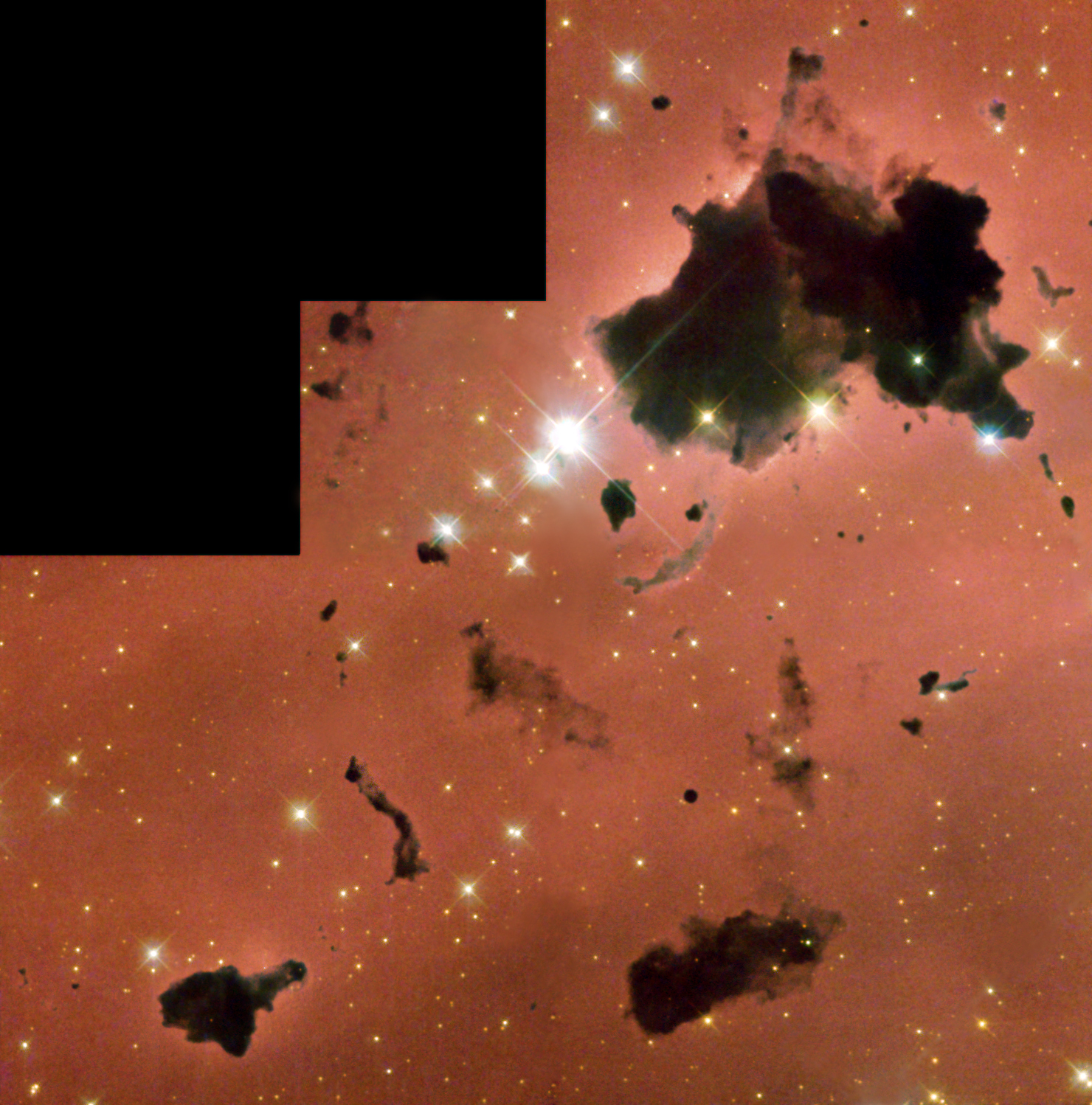
Glòbul de Bok
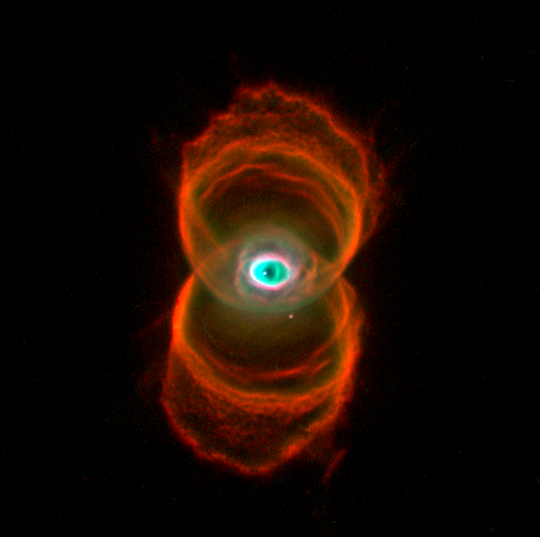
Nebulosa del rellotge de sorra
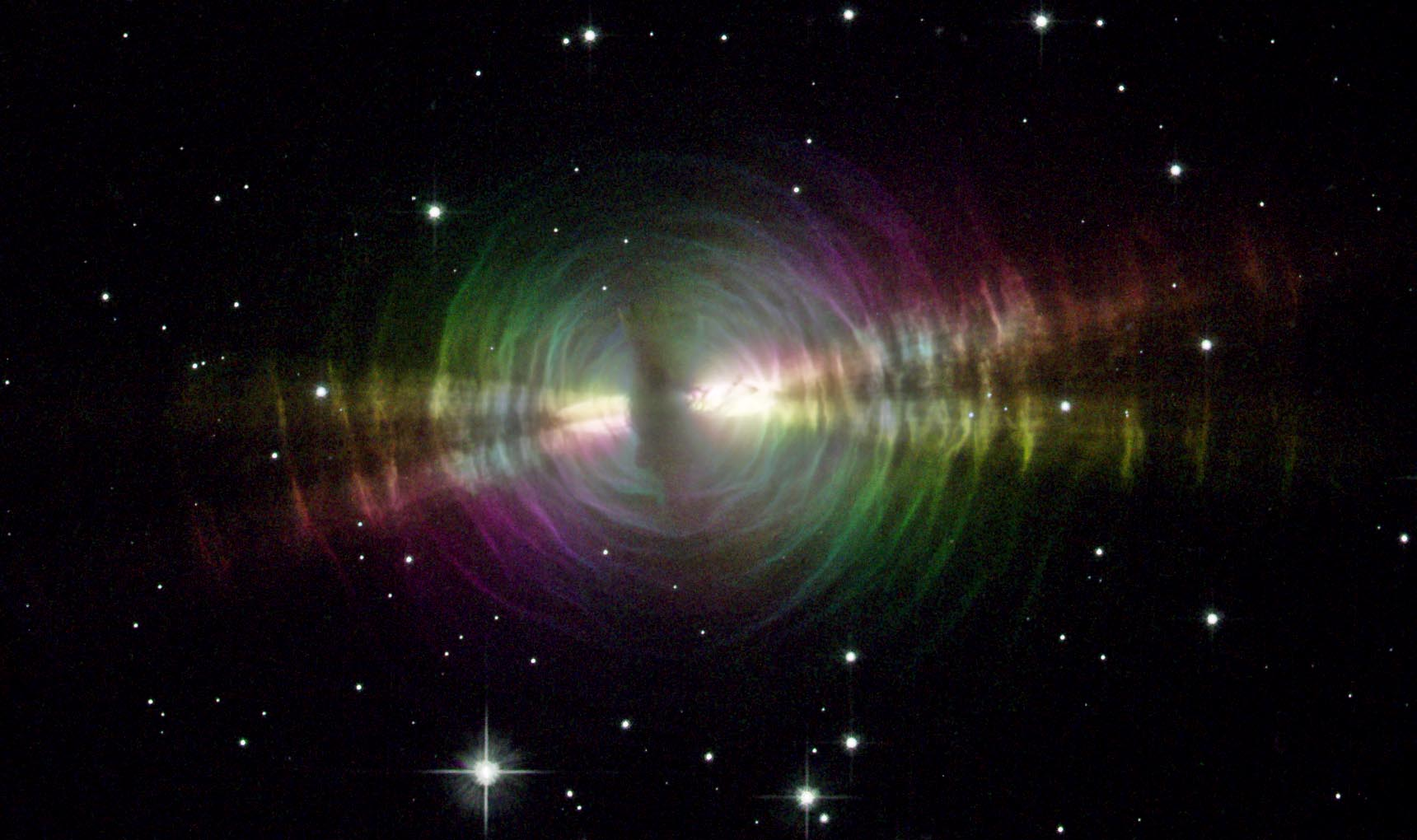
Nebulosa de l'ou